# 2020.
2020 je zadnje leto drugega desetletja v 21. stoletju; prvo desetletje tega stoletja je trajalo od 1. 1. 2001 do 31. 12. 2010, drugo desetletje med 1. 1. 2011 in 31. 12. 2020 itd.